# Brodiaea terrestris
Brodiaea terrestris ist eine Pflanzenart aus der Gattung Brodiaea in der Familie der Spargelgewächse (Asparagaceae). Die beiden Unterarten kommen nur in den westlichen US-Bundesstaaten Kalifornien und Oregon vor.

## Beschreibung

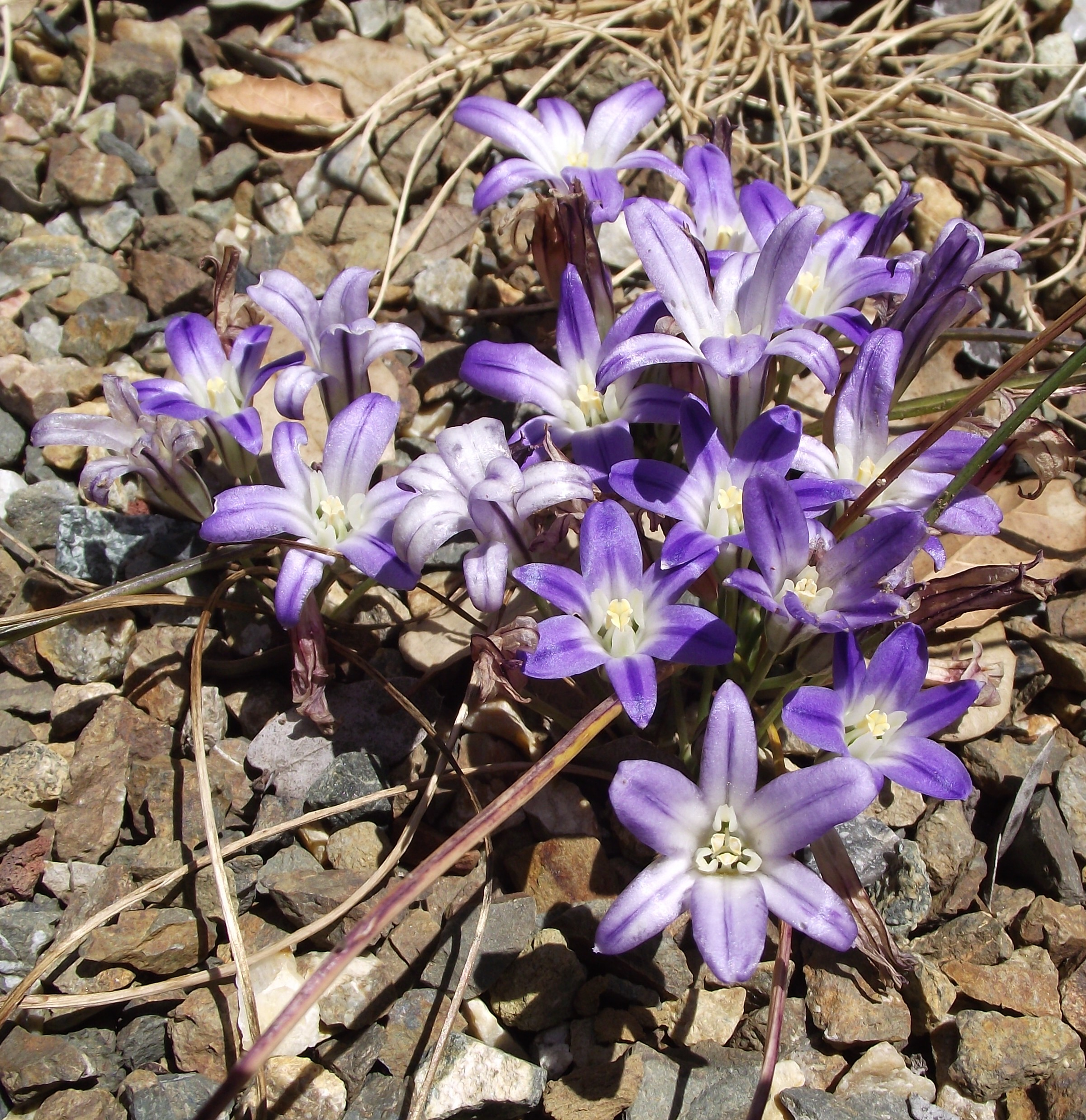
Habitus und Blüten im Detail von Brodiaea terrestris subsp. terrestris

### Vegetative Merkmale
Brodiaea terrestris wächst als ausdauernde krautige Pflanzen. Als Überdauerungsorgane werden Pflanzenknollen gebildet. Je Knolle werden während der Vegetationszeit ein bis sechs schmale Laubblätter produziert.

### Generative Merkmale
Der schlanke Blütenstandsschaft ist nur 0,5 bis 20 Zentimeter lang. Endständig auf dem Blütenstandsschaft befindet sich ein offener, doldiger Blütenstand. Die Tragblätter hüllen auch während der Blütenstand noch knospig ist nicht vollständig ein. Es sind auch Deckblätter vorhanden. Der Blütenstiel ist 1 bis 15 Zentimeter lang.
Die zwittrigen Blüten sind radiärsymmetrisch und dreizählig. Es sind zwei Kreise mit je drei Blütenhüllblättern vorhanden, die an ihrer Basis verwachsen sind. Die drei äußeren Blütenhüllblätter sind etwas schmaler als die inneren drei. Die sechs rosa-purpurfarbenen oder rosafarbenen Blütenhüllblätter sind zu einer bei einer Länge von 6 bis 13 Zentimeter schmal-glockenförmigen, undurchsichtigen Blütenröhre verwachsen, die auch bis zur Fruchtreife nicht aufspringt. Die Blütenkrone ist insgesamt 16 bis 33 Millimeter lang und der freie Teil der Blütenhüllblätter ist meist mehr als doppelt so lang wie die Blütenröhre. Der freie Teil der Blütenhüllblätter ist bei einer Länge von 10 bis 20 Millimetern ausgebreitet und am oberen Ende zurückgebogen. Bei Brodiaea californica befinden sich innerhalb der Blütenhüllblätter und mit diesen verwachsen drei sterile Staubblätter, also Staminodien, die kleinen Kronblättern ähneln und jeweils den äußeren Blütenhüllblättern gegenüber stehen. Bei den leicht nach innen geneigten, aber nicht die Staubblätter berührenden, violetten bis weißlichen und bei einer Breite von 4 bis 5 Millimetern linealischen Staminodien sind die Ränder zu 1/4 nach oben eingerollt und das obere Ende ist relativ breit und etwas kapuzenartig sowie zweigekerbt. Die drei fertilen Staubblätter befinden sich gegenüber den inneren Blütenhüllblätter und gleichfalls an der Basis der Blütenhülle verwachsen. Die Basis der 2 bis 3 Millimeter langen Staubfäden ist verbreitet, aber bildet einen dreieckigen Flügel. Die Größe und Form der Staubblätter und der Strukturen an der Basis der Staubfäden sind wichtige Bestimmungsmerkmale für die Brodiaea-Arten. Die Staubbeutel sind bei einer Länge von 3 bis 6 Millimetern linealisch und die Enden berühren sich nicht. Drei Fruchtblätter zu einem 7 bis 9 Millimeter langen, dreikämmerigen Fruchtknoten verwachsen. Der 4 bis 9 Millimeter lange Griffel endet in einer dreilappigen Narbe.
Die eiförmigen Kapselfrüchte öffnen sich fachspaltig = lokulizid. Die Samen sind schwarz.

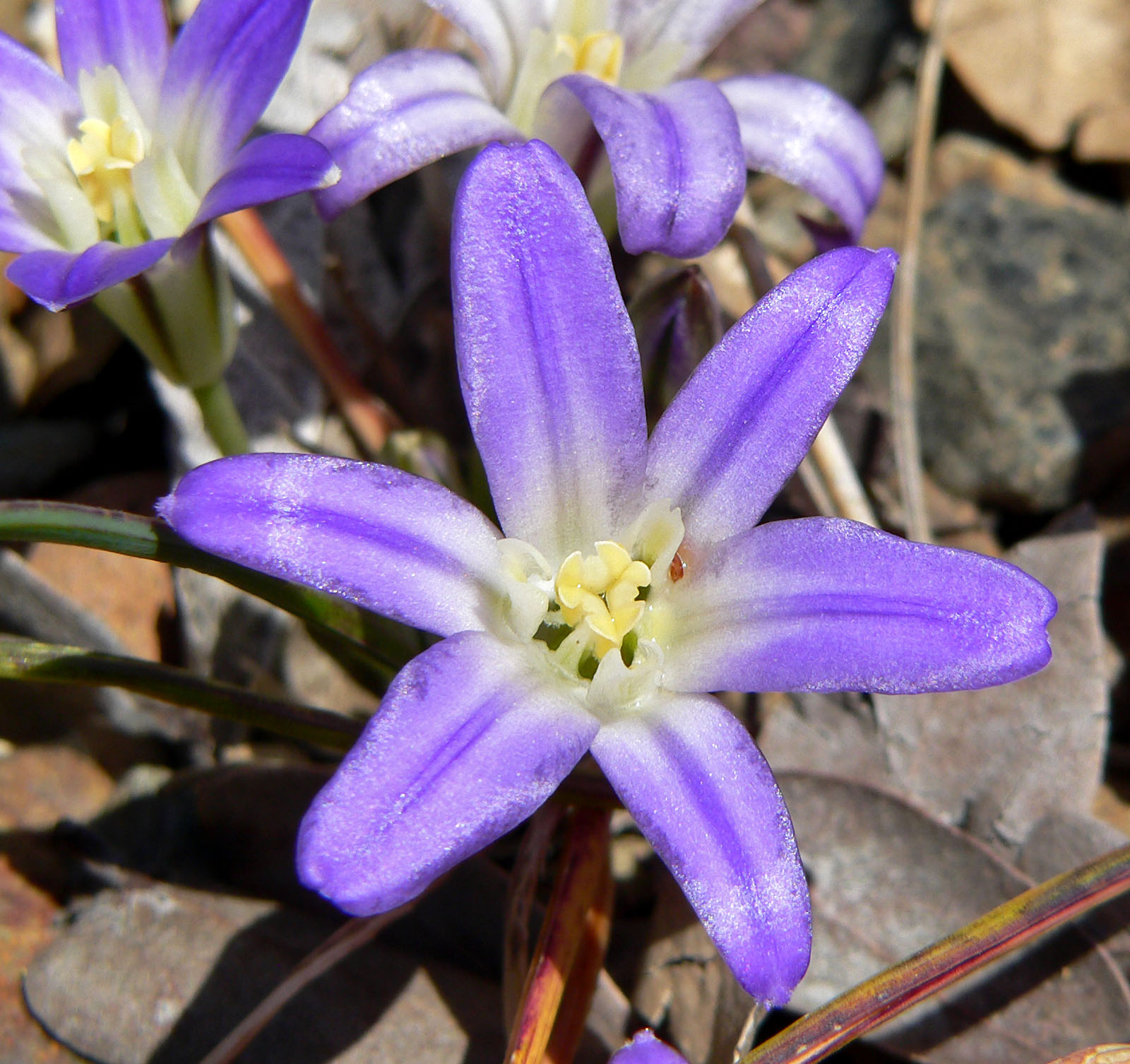
Blüten im Detail von Brodiaea terrestris subsp. terrestris

## Systematik und Verbreitung
Die Erstbeschreibung von Brodiaea terrestris erfolgte 1859 durch Albert Kellogg in Proceedings of the California Academy of Sciences, Volume 2, Seite 6. Ein Synonym von Brodiaea terrestris Kellogg ist Hookera terrestris (Kellogg) Britten ex Greene.     , 
Von Brodiaea terrestris gibt es seit 2001 zwei Unterarten:
- Brodiaea terrestris subsp. kernensis (Hoover) T.F.Niehaus (Syn.: Brodiaea coronaria var. kernensis Hoover, Brodiaea terrestris var. kernensis (Hoover) T.F.Niehaus, Brodiaea elegans var. australis Hoover): Sie hat seit 1971 den Rang einer Unterart.[1] Sie ist im zentralen und südlichen Kalifornien häufig und weitverbreitet. Sie gedeiht im Grasland, in Wäldern des Vorgebirges in Höhenlagen von 0 bis 1500 Metern. Mit einer Chromosomenzahl von 2n = 48 scheint sie die octoploide Form der Nominatform zu sein.[2][4]
- Brodiaea terrestris Kellogg subsp. terrestris (Syn.: Brodiaea coronaria var. macropoda (Torr.) Hoover, Brodiaea grandiflora var. macropoda Torr., Brodiaea torreyi Alph. Wood, Hookera macropoda (Torr.) Kuntze): Sie kommt Kalifornien und Oregon vor.[1][4] Sie gedeiht in Wäldern des Vorgebirges und in Küstenprärien in Höhenlagen von 0 bis 400 Metern. Die Chromosomenzahl der Nominatform beträgt 2n = 12 oder 36.[2]